# 中央商场 (南京)

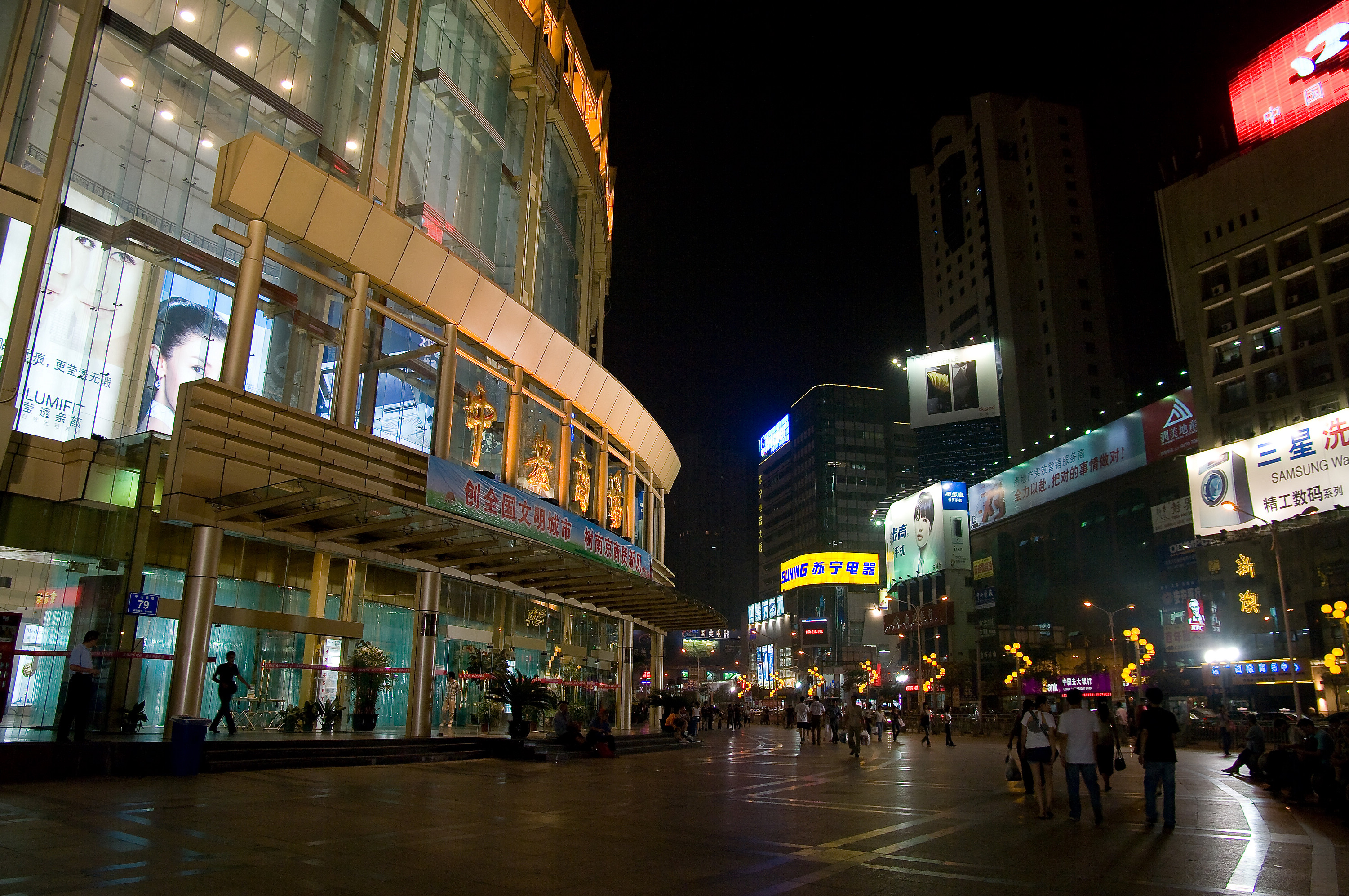
2008年新街口夜景，左边就是中央商场，这是面向中山南路与淮海路交汇处的出入口。

中央商场（上交所：600280）是一家大型综合性百货商场，本部位于中国江苏省南京市新街口中山南路79号。该商场建于1936年，是“中华老字号”之一，以“顾客至上、信誉第一”为座右铭。
中央商场现营业面积6.3万平方米，2007年总销售额50亿元。其中本部核心店销售额19.02亿元。现集团拥有8个连锁百货门店,3个仓储超市 以及超过50万平方米的房地产开发项目。

## 历史沿革
1934年，国民党中央执行委员张静江、曾养甫、李石曾、茅以升等32位社会名流为抵制洋货、弘扬国货、发展民族工商业，发起筹建一家大型商场，商场地址选在新街口。因南京为当时中国首都，商场又位于全市的中心，故冠名“中央商场”。1934年8月，在正洪街设立中央商场筹备处，按《公司法》规定进行注册登记，并聘请法律及会计顾问。至1935年春，共筹集款项14万余元。1935年4月动工，该年年底竣工，建筑面积8201平方米，楼高三层，一、二层为营业厅，第三层是商场董事会和管理处办公室。1936年1月12日正式营业，于右任题写第一块招牌。此时的中央商场是民间集资的股份有限公司，年营业额16万元，为当时亚洲及远东最大、最有影响力的商业企业之一。
1937年12月13日，南京沦陷。中央商场店铺遭到劫掠并被焚毁。废墟被作为日军的养马场。1940年10月，汪伪政权军政部参议肖一诚主持集资修复，中央商场恢复营业。
1945年，抗战结束，南京光复。曾养甫以中央商场董事长的身份完成接收，并扩建了6000平方米作为商场南部。至此，中央商场总建筑面积达14200余平方米，有商铺250多家，店员约1200人。但战后美货泛滥，“无商不洋，有货皆美”，随后国共内战造成通货膨胀，商场陷于萧条。
1949年4月23日，南京解放。第二天，商场在人民政府的支持下在全市范围内率先恢复营业。1955年10月商场实施公私合营。1958年，改招商租赁为直接经营，正式成为一个企业化的经济实体。1964年，中央商场为国营企业。1966年，文化大革命期间，商场改名“人民商场”。1980年，参与组建全国第一个百货横向联合组织——全国大型百货商店经济联合会。1992年，“人民商场”被列入南京市第一批股份制试点企业，复名“南京中央商场股份有限公司”，完成股份制改革。2000年9月，中央商场以“南京中商”股票（600280）在上海证券交易所上市。2001年成为全国首批通过ISO9001认证标准企业。
2004年，公司实际控制人由南京国资委变为祝义才。

## 1949年后建筑的改建
- 1965年，营业厅进行大修，开设前后门对外楼梯。
- 1991年3月至7月，主营业楼进行加固装修工程。
- 1991年12月，南部营业厅被拆除，建筑面积1.4万平方米的扩建第一期工程正式开工。
- 1993年9月，扩建第一期工程五层新营业楼建成试营业。同年10月28日，正式开业。
- 1994年12月，建筑面积2万平方米的扩建第二期工程正式开工。
- 1995年3月至4月，投资200万元对老营业楼进行装修改造，历时40天，恢复老楼仿古建筑风格。
- 1995年12月，扩建第二期工程九层主体建筑封顶。
- 1996年，商场二期工程东楼开业。
- 1999年，63年前建造的中央商场老楼被拆除。
- 2000年8月，旧营业楼全面装修，停业。同年10月，经过全面改造后的中央商场重新开业，营业面积5万平方米。
- 2006年10月，四期扩建工程完成并开业，商场经营面积扩大至6.3万平方米。